# Новоушицький районний краєзнавчий музей
Новоушицький районний краєзнавчий музей -  краєзнавчий музей, який знаходиться у  селищі Нова Ушиця Кам'янець-Подільського району Хмельницької області. . 

## Історія
Новоушицький районний краєзнавчий музей було відкрито у 1992 р. у смт Нова Ушиця на 2-му поверсі колишнього технікуму механізації сільського господарства. Фонди музею налічують близько 2 тисяч експонатів, які висвітлюють історію краю від давніх часів до сучасності.
Для відтворення історії краю було  оформлено 5 залів в яких постійно діють  експозиції, зокрема представлено діорами оборони Ушиці у 1941 р. 
Основними видами діяльності музею є огляди та тематичні виставки, екскурсії, уроки, уроки історичної пам'яті.  В музеї діють експозиції:  «З глибини віків. Археологічні пам’ятки району», «Історичний розвиток краю від кін. XiX до поч. XX ст.», «Етнографічні пам’ятки краю як частина культурної спадщини (підрозділи: «Український народний одяг», «Домашній господарський інвентар», «Традиційні промисли та ремесла»), «Лихоліття 1930-х рр.» («Голодомор на Поділлі», «Репресовані – безпідставно, реабілітовані – посмертно»), «Новоушиччина в роки війни. 1941–45», «Партизанський рух на окупованій території», «Трагедія Трихівського лісу», «Новоушиччани – учасники війни в Афганістані», «Новоушиччани – учасники ліквідації наслідків трагедії на ЧАЕС», «Міфи та реалії 1950–80-х рр.», «Видатні люди Новоушиччини», «Славні сини України» («Новоушиччани – учасники Революції Гідності», «Любов до України підтверджена життям»), «Природа рідного краю». Їх доповнюють полотна художників М. Андрійчука, Л. Бессараба, В. Боднарука, В. Леся, В. Севця, З. Слободян, А. Чичкана та ін. На поч. 2019 заг. кількість музей. предметів становила 4105, з них осн. фонду – 2972, наук.-допоміж. – 1133. Серед унікал. – кам’яні знаряддя праці доби неоліту–бронзи, антропоморфна скульптура, горщики з розпис. біхром. двофарб. орнаментом трипіл. культури, закам’янілі рештки тварин, фрагменти зброї від 14 ст. до сьогодення, гроші, одяг, посуд, документи та фото 19 – поч. 20 ст. У музеї проводять виставки майстрів декор.-ужитк. мистецтва, художників Новоушиччини та ін. регіонів України, темат. виставки до різних знамен. і пам’ят. дат, пересувні виставки Хмельн. краєзн. музею, Хмельн. худож. музею та Укр. інституту нац. пам’яті. 

Очолювали музей:
З 1992 по 1996 рр. - В. Каплун;
З 1996 по 2004 рр - М. Войт;
З 2004 по 2005 рр. -   І. Малюгіна;
З 2006 по 2016 рр. - Н. Онищук;
З 2017 р  і по сьогодні музей очолює І. Малюгіна.
Розгорнуто фотовиставку "Славні сини України", що висвітлює участь мешканців району в російсько-українській війні.